# 加藤ゆりあ
加藤 ゆりあ（かとう ゆりあ、1981年8月31日 - ）は、日本の元AV女優。
血液型：A型。身長：150cm。スリーサイズ：B83（C）・W57・H80。

## 作品

### アダルトビデオ
- HRC ホームビデオ LOVE2（DVD)
- LOVE BERRY(
- 超実録女子高生No3（DVD)
- 桃太郎映像出版 From Heart3（VHS) 桃の缶詰蔵出（DVD）
- 桃の缶詰一週間（DVD)
- ディスリー 完全加藤ゆりあ（DVD)
- アイドルデートクラブ アイドルとデート（VHS)
- ボディコン巨乳クラブ ボディ巨乳NO1（VHS)